# Абідосська династія
Абідосська династія — династія фараонів Стародавнього Єгипту, що правила в частині  Верхнього Єгипту під час  Другого перехідного періоду близько 1650-1600 до н. е. На відміну від інших династій, які були пронумеровані Манефоном, ця номера не має.

## Історія династії

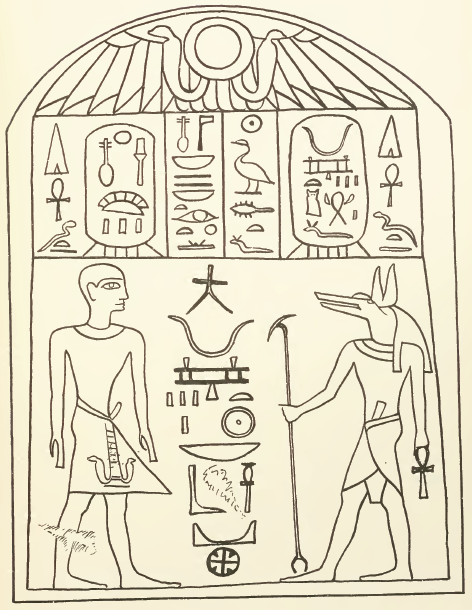
Стела фараона Уепуауетемсафа, який, можливо, належав до Абідоської династії

Те, що така династія в Абідосі існувала, вперше припустив  Детлеф Франке в 1988 році.У 1997 році єгиптолог  Кім Ріхольт детально розібрав дані про династію, що існувала паралельно  XV (гіксосською) і  XVI (фіванською) династіям. Він відніс до неї кілька фараонів.
Існування династії було підтверджено в січні 2014 року, коли археологи під керівництвом  Джозефа Вегнера в Абідосі виявили гробницю раніше невідомого фараона на ім'я Сенебкай, побудовану близько 1650 року до н. е.
Династія, ймовірно, була місцевого походження, і її правителі були незалежні від  гіксосів. Судячи з того, що гробниця Сенебкая має невеликі розміри, династія мала обмежені ресурси. Область, підвладна династії, розташовувалася між володіннями фараонів  XV (гіксоської) і  XVI/ XVII (фіванських) династій.
Царський некрополь розташовується в південній частині Абідоса — в районі, який зветься гора Анубіса. Поруч знаходяться могили фараонів  Середнього царства, в тому числі  Сенусерта III ( XII династії) і  Себекхотепа I ( XIII династії)
На думку археологів, є докази існування 16 царських гробниць, датованих періодом близько 1650–1600 років до н. е. Сенебкай, ймовірно, був одним з перших фараонів династії. Його ім'я, можливо, присутнє в пошкодженій частині  Туринського царського списку, в якому є два фараона з ім'ям Уосер … ра, що розташовуються на початку списку фараонів, імена яких загублені.

## Представники династії
- Усерібра Сенебкай
- Секхемранеферкау Вепуаветемсаф
- Пентіні
- Менхаура Сенааіб